# Howieite
La howieite è un minerale appartenente al gruppo della deerite-howieite.